# Landsburger Senke
Die Landsburger Senke ist eine naturräumliche Einheit innerhalb der Westhessischen Senke in Hessen (Deutschland).

## Geografische Lage

### Untereinheiten der Landsburger Senke
Entnommen dem Umweltatlas Hessen:
| Naturräume in der Landsburger Senke | Naturräume in der Landsburger Senke | Naturräume in der Landsburger Senke | Naturräume in der Landsburger Senke |
| Nummer                              | Naturraum                           | Fläche km²                          | Topografische Karte                 |
| ----------------------------------- | ----------------------------------- | ----------------------------------- | ----------------------------------- |
| 343.1                               | Landsburger Senke                   |                                     |                                     |
| 343.10                              | Trockenerfurther Gefilde            | 12,53                               | TK25 Nr. 4921                       |
| 343.11                              | Landsburger Grund                   | 36,20                               | TK25 Nr. 5021                       |
| 343.12                              | Frielendorfer Hügelland             | 77,78                               | TK25 Nr. 5021                       |
| 343.13                              | Borkener Becken                     | 24,29                               | TK25 Nr. 4921                       |